# Casa Abadía de Catí
La Casa Abadía de Catí, en la comarca del Alto Maestrazgo, provincia de Castellón, es un edificio catalogado como Bien de Relevancia Local, con la categoría de Monumento de interés local, con códigoː 12.02. 042-021, por estar incluido en el expediente del Conjunto histórico artístico de Catí, que es tá catalogado a su vez como Bien de Interés Cultural.

## Descripción
Se trata de un edificio adosado a la iglesia Parroquial de la Asunción de María, en la fachada que da a la plaza de la Iglesia, donde puede observarse el reloj de sol situado sobre la imponente puerta dovelada de la entrada principal de la iglesia. La fachada de la casa está construida en mampostería, presentando sillares solamente en los vanos de la fachada, consistentes en la puerta enmarcada en un arco de medio punto de dovelas regulares, y el acceso al balcón del piso superior enmarcado con sillares. La otra pequeña ventana desplaza a la derecha de la fachada principal no presenta sillares en su construcción. También presenta otro vano (nuevamente una pequeña ventana) con dovelas de piedra en la fachada lateral que hace esquina con la principal, en la misma plaza de la Iglesia. Tanto sobre las dovelas de la puerta de acceso a la Casa Abadía, como debajo de la ventana de la fachada lateral existen sendos escudos, con inscripciones a ambos lados, que en el caso del escudo de arriba de la puerta dice: "L'honrat En Pere Durà Rector", y en el caso del de debajo de la ventana reza: "Rectors pregau a Deu per En Pere Durà Rector".
Ambos escudos están catalogados como Bien de Interés Cultural